# National Popular Vote Interstate Compact
Le National Popular Vote Interstate Compact (en français « accord inter-États du vote national populaire ») est un accord conclu entre des États des États-Unis et incluant le district de Columbia (un Interstate compact - voir liste des États ci-dessous) visant à faire élire le président américain de facto au scrutin direct en attribuant les grands électeurs de chaque état signataire au candidat à la présidentielle arrivé en tête en termes de suffrages populaires au niveau fédéral.
La réforme du collège électoral des États-Unis fut tentée plus de 900 fois par des projets d’amendements constitutionnels. L’accord représente une modification potentielle du mode de scrutin évitant ces procédures législatives ayant toujours échoué et offre un chemin plausible pour des élections présidentielles basées sur un scrutin direct.
Le système électoral actuel permet des résultats ne respectant pas le souhait de la majorité. Selon les règles en place, il serait techniquement possible pour un candidat d’emporter l’élection avec seulement 23% du vote populaire grâce au mode d’attribution des grands électeurs.  Jusqu’à maintenant, cinq élections aux États-Unis ont permis une victoire au candidat n’ayant pas emporté le vote populaire, deux d’entre elles se produisant en 2000 et 2016.

## Effets escomptés
Avant que l’accord puisse entrer en fonction lors d’une élection présidentielle, un miminum de 270 votes électoraux sur 538 au collège électoral doivent être promis à celui-ci par les États ratificateurs de l’accord. Ce minimum constitue la stricte limite par laquelle un candidat présidentiel peut remporter une élection. Au lieu d’attribuer leurs électeurs entièrement au vainqueur du vote populaire au sein de leurs États respectifs (la pratique courante pour tous les États, sauf le Maine et le Nebraska), chaque législature offrirait leurs électeurs au vainqueur du vote populaire national. Il serait alors impossible d’avoir un futur président n’ayant pas obtenu une majorité des voix lors de l’élection.
Cette situation maintiendrait le collège électoral comme le système électoral en place pour les élections présidentielles. Ce dernier serait cependant « désamorcé » et incapable de donner lieu à une victoire du candidat n’ayant pas obtenu le plus de voix.
L’accord prévoit une clause pour ramener ce dernier dans sa phase inactive initiale si les États signataires ne détiendraient plus la majorité des votes électoraux au collège électoral. Cette situation pourrait se produire par un changement de la répartition des votes après un recensement décennal (le United States Census) modifiant alors la répartition des grands électeurs. L’ajout de nouveaux États (Porto Rico, par exemple) ou une hausse du nombre de membres du Congrès ferait en sorte d’augmenter le nombre de grands électeurs, et donc, de hausser le nombre de votes requis au collège électoral pour gagner l’élection. L’accord prévoit une date butoir de 6 mois avant l’inauguration présidentielle pour déclarer si celui-ci reste en vigueur.

## Contexte politique ayant mené à l'accord
De 1948 à 1978, le Congrès des États-Unis traite d’une multitude de projets d’amendements au collège électoral. L’échec en 1979 d’un vote au Sénat mit grandement fin aux campagnes législatives pour la réforme du collège. Peu de projets sortent des comités du Congrès après cette date et le projet de réforme électorale prend un arrière-plan jusqu’au début du 21e siècle.
L’élection présidentielle américaine de 2000 fut gagnée par George W. Bush malgré le fait que ce dernier ait gagné moins de voix qu’Al Gore. Il s’agit de la première victoire d’un candidat n’ayant pas obtenu la majorité des votes depuis 1888 avec la victoire de Benjamin Harrison.
L’élection de Bush mène à la rédaction de textes académiques sur le système électoral américain. Robert W. Bennet, professeur de droit de l’université Northwestern, écrit en 2001 comment des élections populaires pourraient être remportées de facto avec seulement la coopération de onze États des États-Unis, évitant donc la nécessité d’un amendement constitutionnel. Cette idée est partagée dans le but de démontrer qu’il est possible d’imaginer d’autres avenues pour modifier le système électoral américain en dehors des amendements à la Constitution. Bennet, cherchant à légitimer la tactique, explique que le XVIIe amendement de la Constitution des États-Unis, un amendement rendant les sénateurs des officiels élus, n’avait été adopté qu’après des initiatives législatives au niveau des États.
En 2006, le politologue John Koza s’inspire des débats liés au collège électoral pour mettre en place le National Popular Vote Interstate Compact. À partir de son entreprise à but non lucratif, National Popular Vote Inc., cofondé avec Barry Fadem, Koza et ses collègues œuvrent pour l’adoption de l’accord au sein de chacun des États des États-Unis. L’entreprise a comme objectif principal officiel d’étudier et éduquer le public à propos de leur proposition d’accord inter-États. Dans le livre Every Vote Equal, Koza et plusieurs autres auteurs décrivent les multiples arguments pour l’adoption du vote populaire aux États-Unis. Une section de plus de 300 pages offre plusieurs contre-arguments envers les « mythes » de leur accord. Le livre est maintenant à sa cinquième édition avec plus de mille pages.
Le projet de National Popular Vote Inc. est initialement soutenu par FairVote, un groupe d’intérêt axé sur la réforme électorale aux États-Unis. FairVote apporte son soutien à l’organisation lors de son évènement de lancement le 23 février 2006 à Washington D.C.
À ce jour, l’accord compte 17 États et le District de Columbia avec un total de 209 grands électeurs. Plusieurs projets de loi sont présentement introduits dans différentes législatures d’États. Le Nevada est le seul État en ce moment à avoir un projet de loi ayant passé chaque chambre législative et attendant l’approbation du gouverneur.

## Débat entourant la constitutionnalité de l'accord
L’adoption du National Popular Vote Interstate Compact représente des enjeux de légalité. Tout d’abord, la Constitution des États-Unis (Article I, Section 10, Clause 3) stipule les règles pour la création d’accords inter-États:
No State shall, without the Consent of Congress, lay any Duty of Tonnage, keep Troops, or Ships of War in time of Peace, enter into any Agreement or Compact with another State, or with a foreign Power, or engage in War, unless actually invaded, or in such imminent Danger as will not admit of delay.
Étant à la base une preuve de souveraineté étatique, la capacité d’entretenir des accords inter-États est contrôlée par la clause sur les accords ci-dessus. La nécessité d’obtenir le consentement du Congrès fait en sorte de protéger la souveraineté des gouvernements étatiques et du gouvernement fédéral des États-Unis. Il est aussi possible que le National Popular Vote Interstate Compact serait illégal par le fait que celui-ci profite à certains États au détriment d’autres États.
Le fait de mettre en action le National Popular Vote Interstate Compact sous sa forme actuelle, donc, sans consentement du Congrès, pourrait créer une crise constitutionnelle. Le XIV amendement serait potentiellement violé par l’accord dû au fait que les États seraient poussés à comptabiliser les votes d’autres États.
Il existe un autre élément à considérer au-delà du consentement du Congrès. Selon certains juristes, il ne serait même pas constitutionnel pour le Congrès d’approuver le National Vote Interstate Compact, qu’il le veuille ou non. Plus spécifiquement, il serait illégal pour le Congrès d’abolir le collège électoral de son propre gré sans un amendement constitutionnel. De plus, la Constitution affirme que seuls les États peuvent choisir comment leurs électeurs sont octroyés. Selon ces critères, l’accord nécessite le consentement du Congrès pour respecter la clause sur les accords inter-États, mais le Congrès est incapable d’offrir ce consentement de manière constitutionnelle.
Malgré tout, le Service de recherche du Congrès, un centre de recherche publique offrant des connaissances et analyses aux membres du Congrès, affirme que la question sur la constitutionnalité du National Popular Vote Interstate Compact reste, pour le moment, une question ouverte auxquelles les tribunaux devront répondre.

## Débats quant à la pertinence d’une réforme du collège électoral
L’accord s’inscrit dans un long débat sur les élections américaines. La compagnie Gallup explique que le changement du mode de scrutin est historiquement populaire aux États-Unis. Le collège électoral, en tant qu’institution, est aussi majoritairement impopulaire dans la population américaine. Plusieurs souhaitant qu’il soit remplacé par un mode de scrutin direct.
Il existe cependant un clivage entre les démocrates et les républicains en ce qui concerne le désir de réforme du collège électoral. Par convention, il est souvent dit que les candidats démocrates sont généralement plus populaires au niveau national, alors que les candidats républicains performent bien dans les États clés pour remporter les élections. Ceci fait en sorte de rendre les démocrates historiquement bien plus en faveur d’un changement du mode de scrutin. Cette idée se retrouve dans la croyance que Hillary Clinton aurait gagnée en 2016 avec un mode de scrutin direct. L’ex-candidat à la vice-présidence et gouverneur du Minnesota, Tim Walz, a ouvertement soutenu le scrutin direct pendant la campagne de 2024. Il fut aussi le gouverneur à ratifier l’adhésion du Minnesota au National Popular Vote Compact en 2023.
La victoire de Donald Trump dans l’élection présidentielle de 2024 représente la première fois qu’un candidat présidentiel républicain gagne le vote populaire en deux décennies. Dans le cas d’une future élection dans laquelle un président républicain pourrait perdre tout en ayant quand même le vote populaire, certains experts s’attendent à ce que la réforme du collège devienne un enjeu plus favorable chez le camp républicain,.
Richie et Levien portent un regard sur la polarisation politique et son effet sur les cartes électorales pour affirmer que les États-Unis risquent de voir de plus en plus d’élections offrant la victoire au candidat impopulaire (2000 et 2016 sont des exemples récents). La calcification des tendances politiques des États américains fait en sorte de rendre les élections plus serrées et permet moins de gains potentiels, un contexte nécessaire pour des vainqueurs n’obtenant pas le vote populaire.
En matière de représentation politique, le collège électoral donne aux petits États, comme le Wyoming, un poids proportionnellement plus fort que des États populeux, comme la Californie. Le Wyoming, ce petit État d’un demi-million d’habitants, ne représente que 0,18% de la population américaine alors qu’il détient 0,56% des votes électoraux au collège électoral.  
L’auteur Jesse Wegman, dans son livre Let the People Pick the President, démontrant un argument pour l’égalité politique, se dit contre le collège électoral en affirmant que le vote d’un américain ne devrait pas valoir plus ou moins qu’un.

L’enjeu de l’accès aux candidats est aussi présent. Plusieurs affirment leur opposition à l’accord en fonction de la perte potentielle d’attention qu’un candidat offrirait pendant sa campagne électorale envers un État anciennement clé pour une élection. Sans le collège électoral, certains craignaient qu’un candidat présidentiel puisse éviter les États moins populeux et ne faire campagne que dans les centres urbains et les grands États. Conséquemment, ceux provenant d’États plus politiquement homogènes étant moins visités lors des campagnes ont donc une raison d’ordre similaire pour se montrer en faveur de l’accord.

## États signataires
| Entité                               | Date d'adoption                      | Nombre de Grands électeurs |
| ------------------------------------ | ------------------------------------ | -------------------------- |
| Maryland                             | 10 avril 2007                        | 10                         |
| New Jersey                           | 13 janvier 2008                      | 14                         |
| Illinois                             | 7 avril 2008                         | 19                         |
| Hawaï                                | 1er mai 2008                         | 4                          |
| Washington                           | 28 avril 2009                        | 12                         |
| Massachusetts                        | 4 août 2010                          | 11                         |
| Washington D.C.                      | 12 octobre 2010                      | 3                          |
| Vermont                              | 22 avril 2011                        | 3                          |
| Californie                           | 8 août 2011                          | 54                         |
| Rhode Island                         | 12 juillet 2013                      | 4                          |
| New York                             | 15 avril 2014                        | 28                         |
| Connecticut                          | 24 mai 2018                          | 7                          |
| Colorado                             | 15 mars 2019                         | 10                         |
| Delaware                             | 28 mars 2019                         | 3                          |
| Nouveau-Mexique                      | 3 avril 2019                         | 5                          |
| Oregon                               | 12 juin 2019                         | 8                          |
| Minnesota                            | 24 mai 2023                          | 10                         |
| Maine                                | 16 avril 2024                        | 4                          |
| Total                                | Total                                | 209                        |
| Pourcentage des 270 voix nécessaires | Pourcentage des 270 voix nécessaires | 77,4%                      |

## Élections présidentielles où le président élu n'a pas remporté le vote populaire
| Élection | Gagnant de l'élection | Gagnant de l'élection | Gagnant de l'élection | Gagnant du vote populaire | Gagnant du vote populaire | Gagnant du vote populaire | Différence | Différence | Participation |
| -------- | --------------------- | --------------------- | --------------------- | ------------------------- | ------------------------- | ------------------------- | ---------- | ---------- | ------------- |
| 1824     | Adams                 | 30,9 %                | 113 122               | Jackson                   | 41,4 %                    | 157 271                   | 10,5 %     | 44 149     | 26,9 %        |
| 1876     | Hayes                 | 47,9 %                | 4 034 311             | Tilden                    | 50,9 %                    | 4 288 546                 | 3 %        | 254 235    | 82,6 %        |
| 1888     | Harrison              | 47,8 %                | 5 443 892             | Cleveland                 | 48,6 %                    | 5 534 488                 | 0,8 %      | 90 596     | 80, 5 %       |
| 2000     | Bush                  | 47,9 %                | 50 456 002            | Gore                      | 48,4 %                    | 50 999 897                | 0,5 %      | 543 895    | 54,2 %        |
| 2016     | Trump                 | 46,1 %                | 62 984 828            | Clinton                   | 48,2 %                    | 65 853 514                | 2,1 %      | 2 868 686  | 60,1 %        |